# الکساندر تورماسوف
الکساندر پتروویچ تورماسوف (۲۲ اوت ۱۷۵۲–۲۵ نوامبر ۱۸۱۹) یک سواره نظام برجسته روسی در جنگ‌های ناپلئونی بود.

## اوایل زندگی
الکساندر تورماسوف در ۲۲ اوت ۱۷۵۲در یک خانواده نجیب قدیمی روس متولد شد. در ده سالگی به عنوان صفحه افتخاری وارد خدمت شد، سپس، در سن ۲۰ سالگی در ۱۷۷۲، خدمت سربازی را به عنوان ستوان هنگ پیاده‌نظام کیروف آغاز کرد. در طی چند هفته، او به عنوان معاون اردو به کارمندان جیمز بروس پیوست. سه سال بعد تورماسوف هنگ شکارچی فنلاند را با درجه سرهنگ ستوان تشکیل و هدایت کرد. در سال ۱۷۸۲، شاهزاده پوتمکین وی را برای عملیاتی در کریمه فرستاد. پس از آن، تورماسوف فرماندهی حصارهای دالماتسکی را برپا کرد که بر اساس آن او رژیم سواره نظام سبک را با درجه سرهنگ تشکیل و رهبری کرد.

## زمان به‌طور کلی
در سال ۱۷۸۸–۱۷۹۱ او در جنگ روسیه و ترکیه شرکت کرد و در محاصره اوچاکوف و رودخانه‌های دانوب خدمت کرد و در ۲۱ مرس ۱۷۹۱ به سرلشکر ارتقاء یافت. وی در سالهای ۱۷۹۲ و ۱۷۹۴ با موفقیت در برابر جنگ مشترک لهستان - لیتوانیایی در جنگ لهستان و روسیه ۱۷۹۲ و قیام کوشیوسکو، با فرماندهی ستوانی تحت سووروف در حمله به پراگ، عمل کرد.
او نیز مانند بسیاری از فرماندهان دیگر این زمان، توسط امپراتور پل اول در ۱۱ ژوئیه ۱۷۹۹ برکنار شد و چند ماه در قلعه داگاوگراوا زندانی شد. در ۱۶ نوامبر ۱۸۰۰ او به عضویت ارتش درآمد. در ۱۵ سپتامبر ۱۸۰۱، در روز تاجگذاری امپراتور جدید الکساندر اول، او به ارتشبد سواره نظام ارتقاء یافت. بعداً تا سال ۱۸۰۳ پست اداری را به دست گرفت.

## زمان فرماندهی
تورماسوف از سال ۱۸۰۳به عنوان فرماندار کی‌یف، مینسک و از ۱۸۰۷ در ریگا فعالیت می‌کرد. از سال ۱۸۰۹ تا ۱۸۱۱، وی به عنوان سردار گرجستان و به عنوان فرمانده کل قفقاز فعالیت کرد. پس از حمله فرانسه به روسیه، توماسوف در ۲۷ مارس ۱۸۱۲ به عنوان فرمانده ارشد، ۴۰۰۰۰۰ نفری ارتش ذخیره سوم قرار داد. او در اواسط ماه ژوئیه با پیشروی شمال مقابل ژان رینیر، غلبه کرد و اولین پیروزی روسیه در این مبارزات بود. تورماسوف برای این کار نشان سنت جورج ۲ را دریافت کرد. پس از مرگ کوتوزوف، وی به عنوان فرمانده کل ارتش اصلی روسی درآمد.
وی در سال ۱۸۱۳ فرماندهی ارتش روسیه را در نبرد لوتزن و پس از آن به دلیل عدم سلامتی استعفا داد.

## زندگی شغلی
پس از ترک خدمت سربازی، وی عضو شورای ایالتی شد. در ۳۰ اوت ۱۸۱۴ وی جانشین فئودور رستوچین به عنوان استاندار عمومی مسکو شد. دو سال بعد او به خاطر تلاش‌های خود در بازسازی شهر، عنوانی بدست آورد.
پس از درگذشت در مسکو در ۲۵ نوامبر ۱۸۱۹، او در صومعه دونسکوی به خاک سپرده شد. تنها پسر تورماسوف در سال ۱۸۳۹ درگذشت و بدین ترتیب این خانواده منقرض شدند.